# Mamata Banerjee
Mamata Banerjee (ur. 5 stycznia 1955 w Kalkucie) – polityk indyjska, przewodnicząca partii All India Trinamul Congress, z zawodu adwokat. Absolwentka Uniwersytetu w Kalkucie.
W latach 1999–2001 oraz 2009–2011 pełniła funkcję ministra kolejnictwa Indii. W maju 2011 r. po wygranych przez Trinamul Congress wyborach do parlamentu stanowego objęła funkcję premiera Bengalu Zachodniego. Jest pierwszą kobietą na tym stanowisku, oraz pierwszym niekomunistycznym premierem Zachodniego Bengalu od 1977 r.